# 후막포자

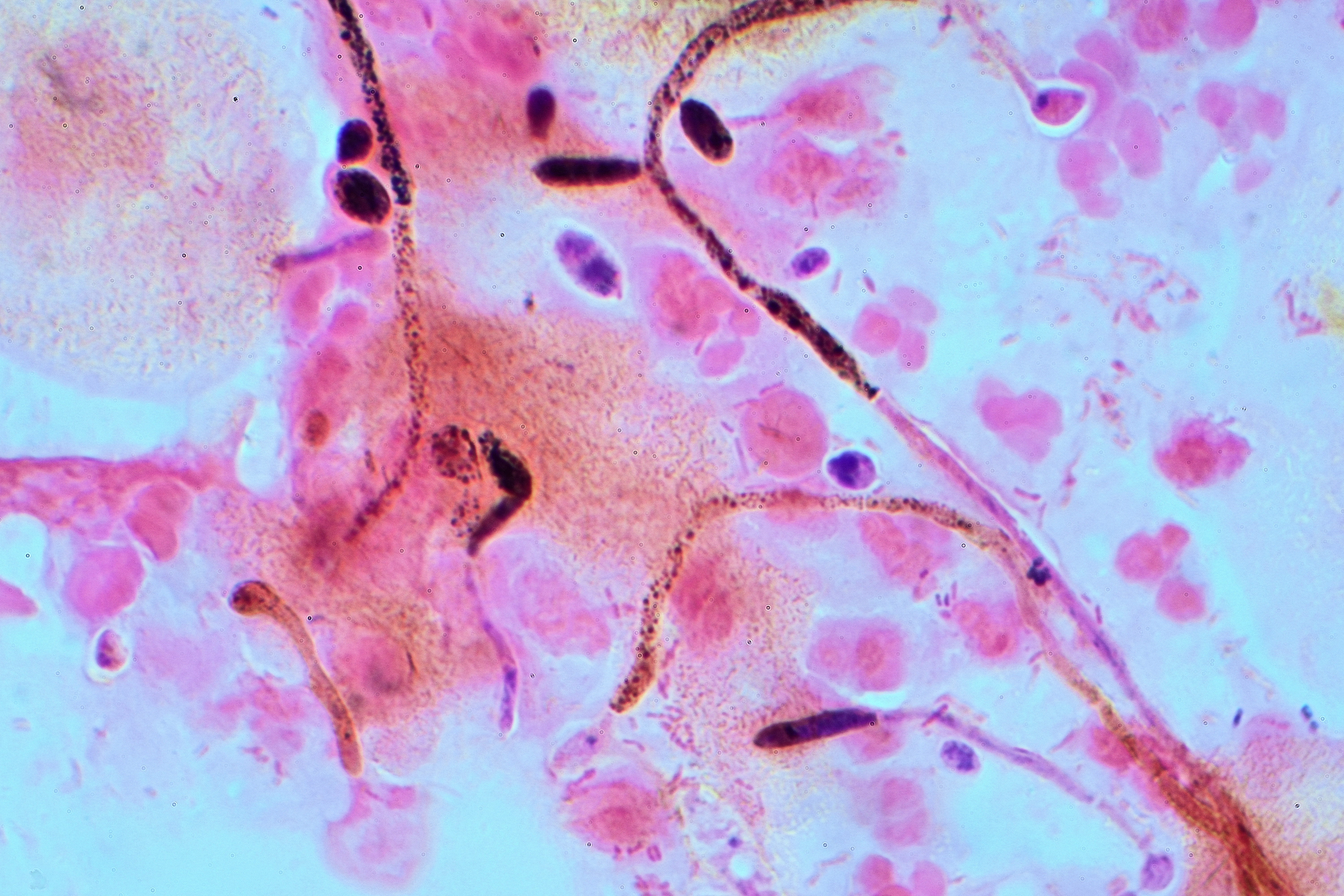
질에서 채취한 칸디다 알비칸스(Candida albicans)의 그람 염색된 모습. 타원형의 작은 후막포자는 직경이 2~4 µm이다.

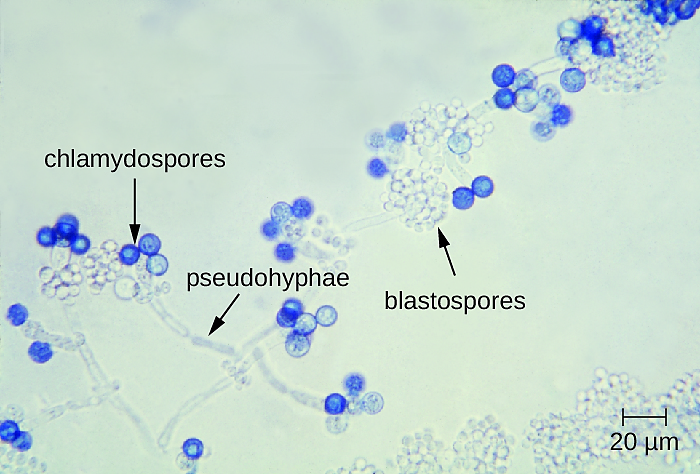
칸디다 효모의 가성균사(pseudohyphae), 후막포자(chlamydospore), 출아포자(blastospore)

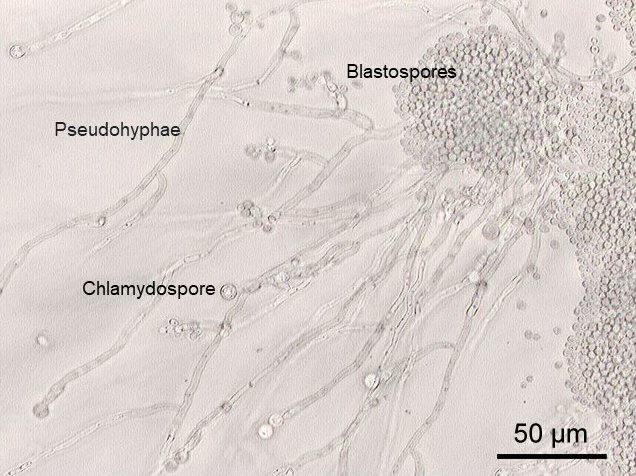
효모인 칸디다 알비칸스(Candida albicans)의 후막포자

후막포자(厚膜胞子, 영어: chlamydospore)는 칸디다와 같은 자낭균문, 파누스와 같은 담자균류 및 다양한 모르티에렐라목의 종을 포함한 여러 종류의 균류의 벽이 두꺼운 큰 휴면포자이다. 이는 건기나 무더위 등 불리한 조건에서 생존하기 위한 생애 단계이다. 식물 질병인 시들음병(Fusarium wilt)을 일으키는 원인 병원체인 푸사리움 옥시스포룸(Fusarium oxysporum)은 영양분 고갈과 같은 스트레스에 반응하여 후막포자를 형성한다. 병원체의 균사체는 이러한 방식으로 생존할 수 있고 유리한 조건에서 발아할 수 있다.
후막포자는 일반적으로 짙은 색의 둥근 모양이며, 매끄러운(장식되지 않은) 표면을 가지고 있다. 이들은 다세포이며 세포 사이의 격막에 있는 구멍으로 연결된 세포를 가지고 있다.
후막포자는 무성생식(이 경우 이들은 클라미도코니디아(chlamydoconidia)라고 하는 분생포자임) 또는 유성생식(드뭄)의 결과물이다. 겨울포자는 녹병균과 깜부기에 의해 형성되는 특별한 종류의 후막포자이다.

## 같이 보기
- 분생자
- 휴면포자
- 접합포자